# Pistolet maszynowy Sten
Sten – brytyjski pistolet maszynowy opracowany w 1941 roku. Podstawowy pistolet maszynowy armii brytyjskiej do lat 50. XX wieku.

## Historia rozwoju
Armia Brytyjska rozpoczęła udział w drugiej wojnie światowej, nie posiadając w swoim wyposażeniu pistoletów maszynowych. Powodem był konserwatyzm kierownictwa armii, które uważało je za broń „gangsterską”. Do projektowania Stena przystąpiono po upadku Francji w 1940 roku, kiedy bezpieczeństwo Wielkiej Brytanii zostało zagrożone i pojawiła się potrzeba szybkiej produkcji wielkich ilości indywidualnej broni maszynowej w warunkach trudności surowcowych. Pistolety maszynowe były już w kampanii francuskiej masowo i z sukcesem wykorzystywane przez Niemców. Nową broń opracowano wzorując się ogólnie na niemieckim MP 40, lecz maksymalnie upraszczając konstrukcję i rezygnując z wszelkich części, które nie były niezbędne do działania i obsługi broni. Pistolet dostosowano do niemieckiej amunicji pistoletowej 9 × 19 mm Parabellum. W efekcie powstała broń o wyjątkowo prostej i taniej konstrukcji, równie skuteczna w działaniu.
Nazwa Sten powstała jako skrót nazwisk projektantów: Reginalda Sheperda i Harolda Turpina oraz miejscowości Enfield, gdzie mieściła się fabryka Royal Small Arms Factory.

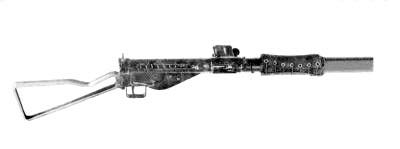
Sten Mk IIS z tłumikiem

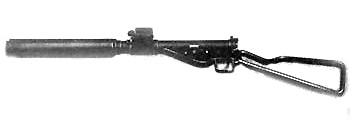
Sten Mk VI z tłumikiem

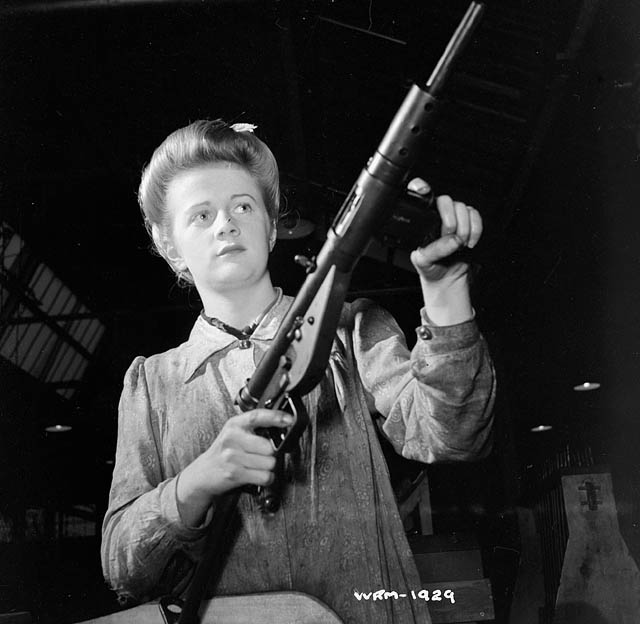
Sten Mk II (1942). Zdjęcie ilustruje nieprawidłowy sposób trzymania broni

Prototyp zaprezentowano 10 stycznia 1941 roku, a od czerwca 1941 rozpoczęto produkcję seryjną wariantu Sten Mk I, różniącego się jeszcze od wszystkich kolejnych. Pod koniec 1941 r. dalej uproszczono konstrukcję pistoletu, wprowadzając wariant Mk I*. Najbardziej znaną i najliczniejszą odmianą była kolejna Mk II, z charakterystyczną perforowaną osłoną na części lufy. Obok giętej kolby metalowej, wprowadzono w niej prostą kolbę rurową w kształcie litery T. Największe uproszczenia technologiczne nastąpiły w wersji Mk III, która miała rurową osłonę na całej długości lufy (podobnie jak Mk I*). Z nadmiernych uproszczeń zrezygnowano dopiero w ostatniej wersji Mk V, przeznaczonej początkowo dla wojsk powietrznodesantowych. Była ona lepiej wykończona i wyposażona w drewnianą kolbę i chwyt pistoletowy oraz uchwyt do mocowania bagnetu. Produkowano również wersje specjalne wyciszone Mk IIS i Mk VI, wyposażone w tłumik dźwięku. Wersja Mk IV nie weszła do produkcji. Do czerwca 1942 roku wyprodukowano około 100 tys. sztuk tej broni. Szczyt produkcji osiągnięto w 1943 roku, produkując aż 47 tys. sztuk tygodniowo. Do końca 1945 r. wyprodukowano około 3 750 000 sztuk brytyjskich Stenów. Mniejsze ilości produkowano również w Kanadzie, Australii i Nowej Zelandii.
Prosta konstrukcja i produkcja pistoletów Sten sprawiła, że rozpoczęto ich wytwarzanie w warunkach konspiracyjnych. Produkcję podjęto w czasie wojny w Polsce, Danii oraz we Francji.
Produkcję Stena podjęli również Niemcy. Na przełomie 1944/45 wyprodukowali w zakładach Mausera dla celów dywersyjnych, nakładem wielkich środków, serię 28 tys. wiernych kopii Stena Mk II, oznaczonych jak oryginały i nazwanych „Gerät Potsdam”. Ponadto w 1945 roku, poszukując taniej i prostej broni dla Volkssturmu, rozpoczęli produkcję zmodyfikowanego Stena pod oznaczeniem MP 3008 („Gerät Neumünster”). Wyprodukowano około 10 tys. sztuk tej broni, różniącej się od Stena głównie magazynkiem przyczepianym od dołu.
Pistolety maszynowe Sten produkowano także w innych państwach. W Republice Chińskiej rozpoczęto produkcję kopii Stena Mk II, kontynuowaną także po zakończeniu wojny domowej w Chińskiej Republice Ludowej. Broń nosiła oznaczenie Typ-54, została przystosowana do strzelania nabojem TT kalibru 7,62 mm. Gniazdo magazynka przystosowano do magazynków łukowych. Produkcję broni identycznej ze Stenem Mk II podjęto także na Tajwanie. Nosiła oznaczenie M-38. W Izraelu produkowano kopię Stena Mk II pod nazwą „Tamat”. Początkowo produkcja była prowadzona w warunkach konspiracyjnych. Kontynuowano ją po 1948 roku. Na wyposażeniu armii izraelskiej pozostawały one do 1956. Wprowadzono wtedy do uzbrojenia pistolety maszynowe Uzi.
Według niektórych źródeł całkowita produkcja pistoletów maszynowych Sten oraz ich kopii osiągnęła 4 500 000 egzemplarzy.

## Zastosowanie bojowe

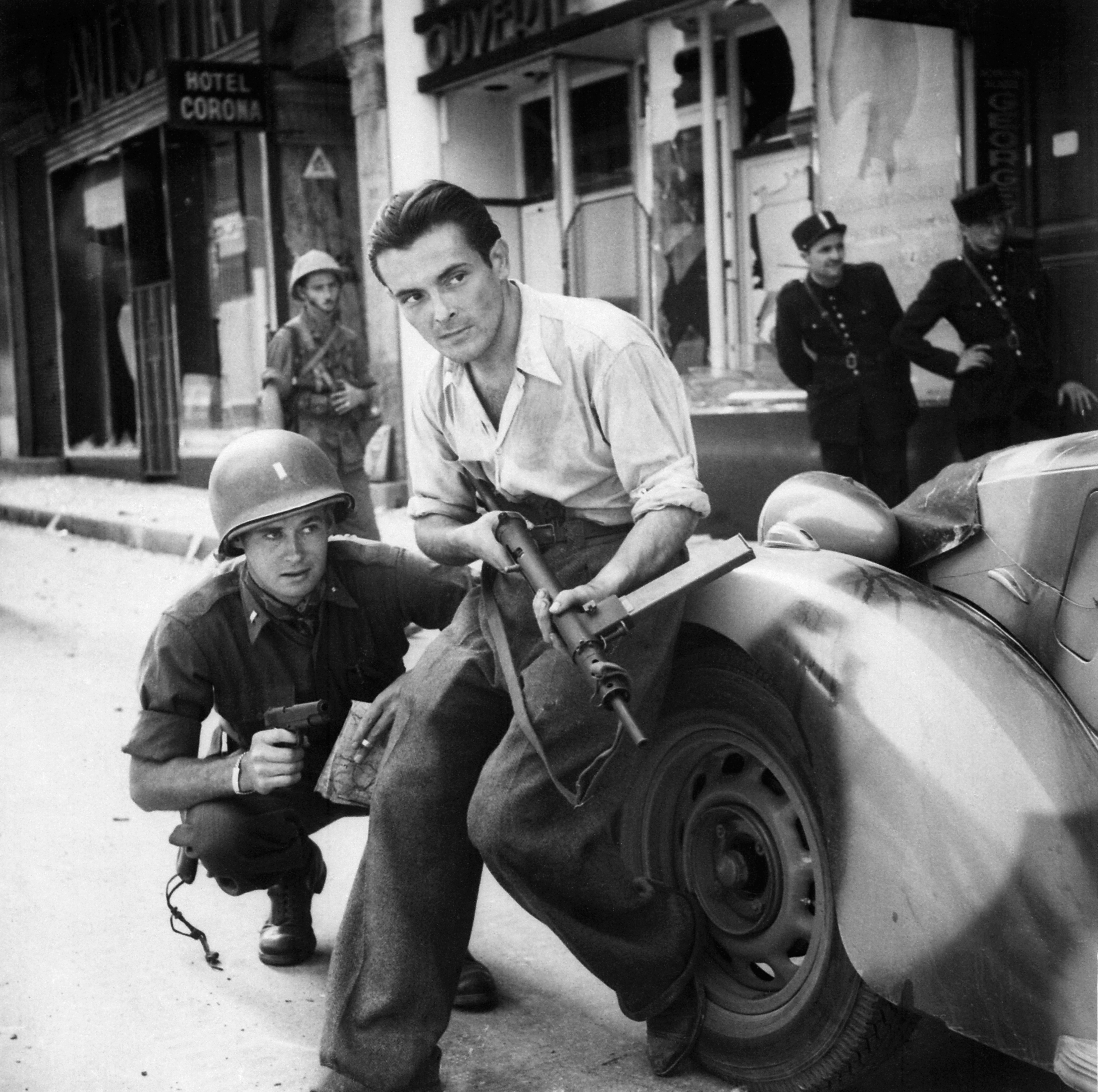
Francuski partyzant ze Stenem

Sten stał się od razu przepisowym brytyjskim pistoletem maszynowym, wprowadzonym początkowo na afrykańskim teatrze działań wojennych, następnie na pozostałych. Sten w wersji Mk V pozostawał przepisowym pistoletem maszynowym armii brytyjskiej do 1953 roku. Używany był w wojnie koreańskiej. Został zastąpiony przez nowocześniejszego Sterlinga, zaprojektowanego w takim samym układzie konstrukcyjnym. Pomimo formalnego wycofania z uzbrojenia, Steny zostały użyte jeszcze w wojnie o Kanał Sueski w 1956 roku.
Brytyjczycy dostarczali duże ilości Stenów dla oddziałów partyzanckich w okupowanej Europie, głównie drogą zrzutów powietrznych. Dzięki niewielkim rozmiarom i możliwości rozłożenia na krótsze podzespoły, Sten okazał się idealną bronią do działań partyzanckich i konspiracyjnych akcji miejskich. W latach 1942–1944 do Polski zrzucono około 11 tysięcy Stenów, głównie w wersji Mk II.

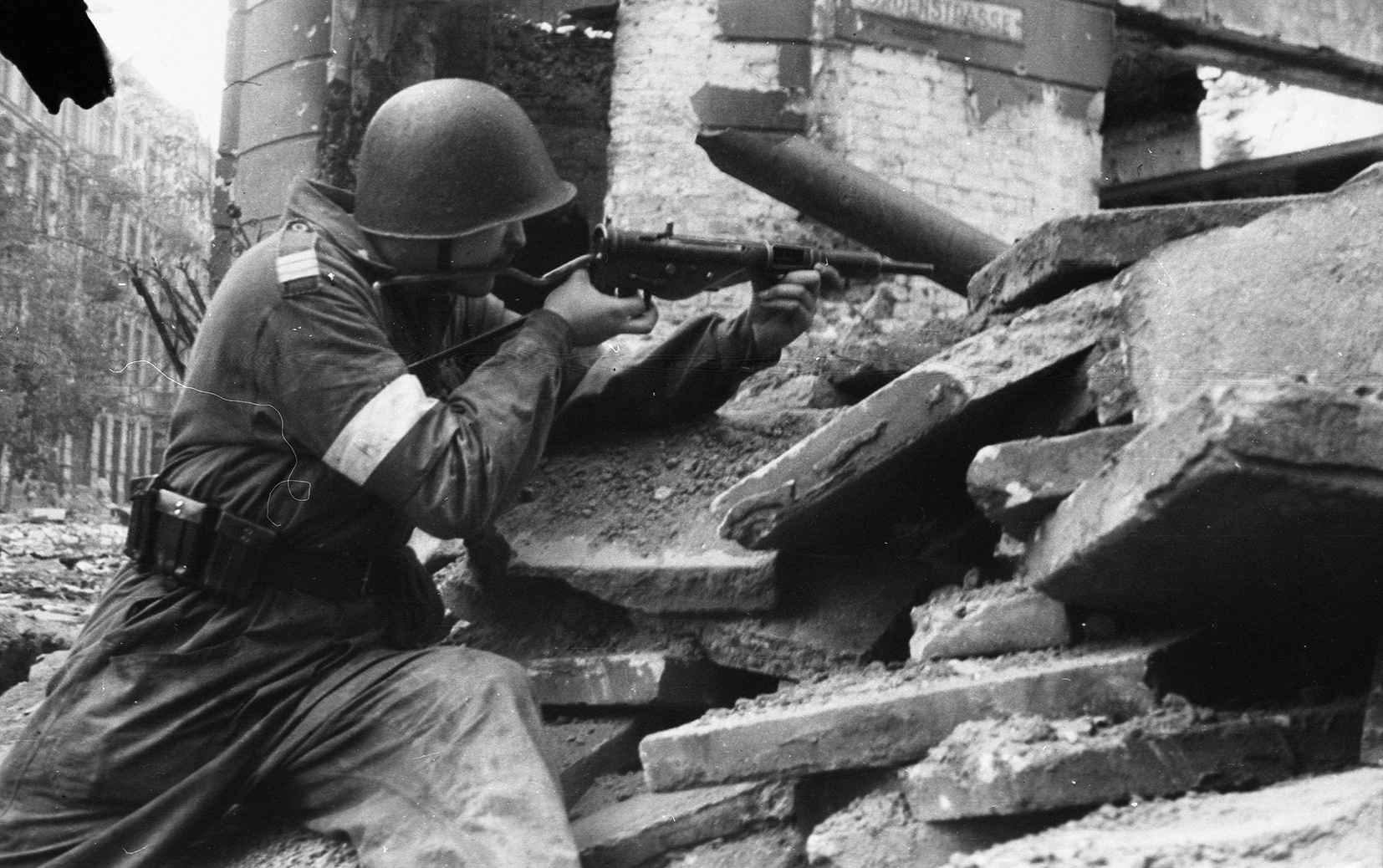
Ppor. Stanisław Sasinowski „Żbik” na barykadzie na ulicy Brackiej przy wylocie ulicy Nowogrodzkiej w hełmie wz. 31 ze Stenem

Oprócz wymienionych zalet, jak mały koszt i prostota produkcji, Sten był dodatkowo łatwy w użyciu i obsłudze. Nie był on jednak pozbawiony wad, do których należała głównie jego słaba ergonomia. Część jednak z przypisywanych mu cech: że był niebezpieczny lub zawodny, w dużym stopniu wynikała z niewłaściwego użytkowania. Nieprawidłowe noszenie odbezpieczonej i gotowej do strzału broni, mogło łatwo doprowadzić do przypadkowego wystrzału. Niektóre serie pistoletów, pozbawione zabezpieczenia zamka w przednim położeniu, mogły wystrzelić także przy upadku broni na twarde podłoże lub uderzeniu w kolbę.
Sten był bronią podatną na zacięcia. W dużej mierze wynikało to jednak z powszechnie spotykanego niewłaściwego sposobu trzymania broni – lewą ręką za magazynek. Mogło to powodować zmianę kąta podawania naboju (prawidłowo broń należało trzymać lewą ręką za osłonę lufy). Celność w czasie strzelania ogniem seryjnym była nie najlepsza, nie odbiegała jednak zbytnio od celności innych ówczesnych pistoletów maszynowych. Konsekwencją maksymalnego uproszczenia przyrządów celowniczych było czasami ich krzywe montowanie, co dodatkowo osłabiało celność poszczególnych egzemplarzy.

## Produkcja konspiracyjna w Polsce

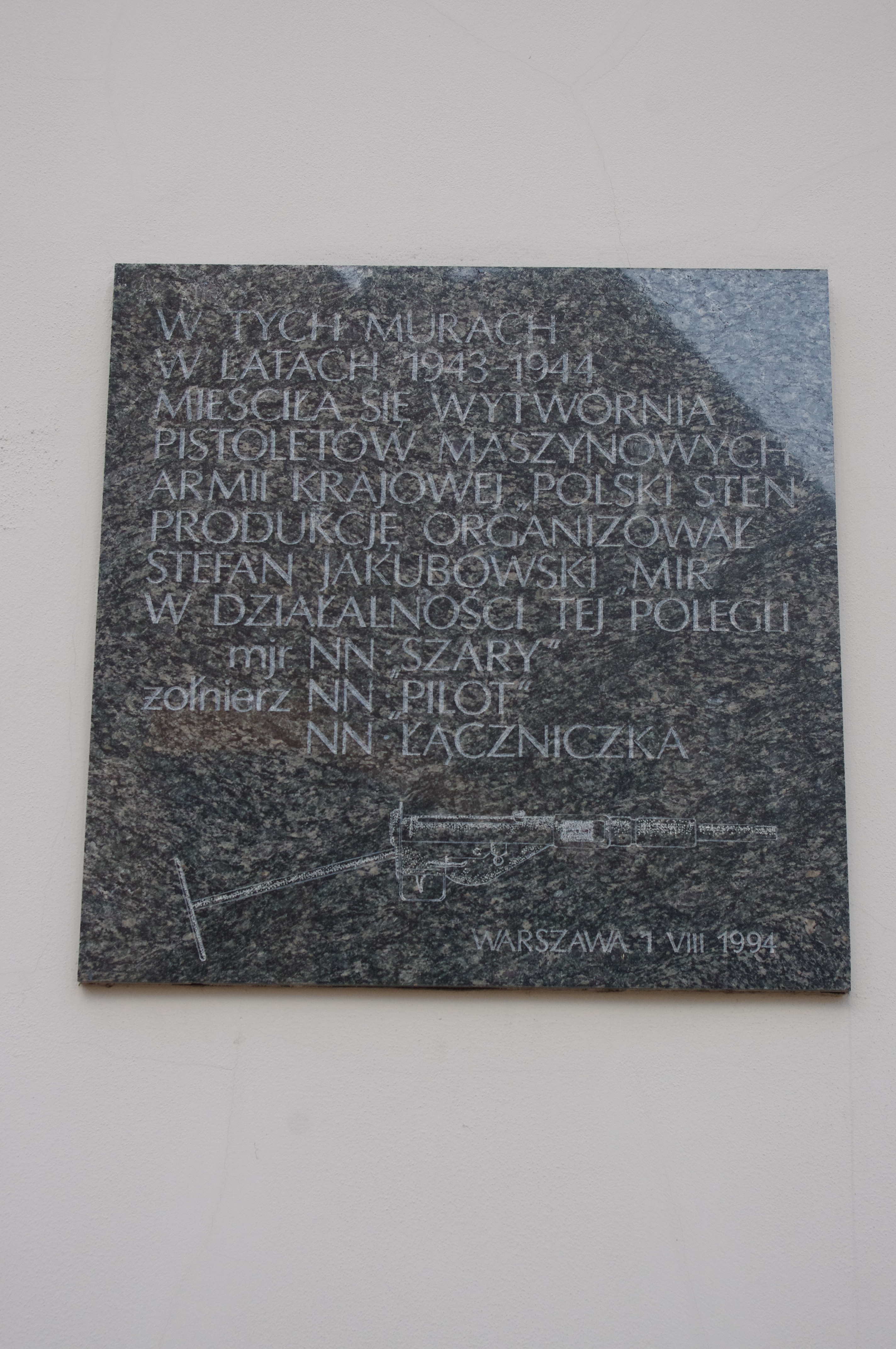
Tablica upamiętniająca polską produkcję Stena na pl. Zamkowym w Warszawie

W okupowanej Polsce podjęto konspiracyjną produkcję Stenów w co najmniej kilkunastu warsztatach. Pierwsze egzemplarze zostały wyprodukowane m.in. w warsztacie Marcina Nawrockiego w Skarżysku-Kamiennej, Zakładach Tańskich w Suchedniowie oraz w fabryce łóżek „Jarnuszkiewicz” przy ul. Grzybowskiej w Warszawie. W Warszawie produkowano je pod kierownictwem inż. Ryszarda Białostockiego. Polskie Steny produkowane w Warszawie posiadały sztancowany znak orła, numer seryjny (z cyframi kamuflującymi rzeczywisty początek serii) i datę produkcji. W Polsce opracowano ponadto na bazie Stena, własny model pistoletu maszynowego – Błyskawicę. Ogólny dorobek produkcji polskich Stenów oraz pistoletów maszynowych powstałych w oparciu o cechy konstrukcyjne Stena, szacuje się na ponad 2 tys. egzemplarzy.

## Opis techniczny
Pistolet maszynowy Sten działał na zasadzie odrzutu zamka swobodnego. Zasilanie w naboje z dwurzędowego magazynka pudełkowego o pojemności 32 nabojów, przystawianego z lewej strony. Z prawej strony, naprzeciw magazynka znajdowało się okno wyrzutnika łusek. Do zabezpieczenia pistoletu przy zamku napiętym służyło wycięcie na rączkę zamkową w tylnej części komory zamkowej, a przy zamku zwolnionym – otwór w lewej ściance komory zamkowej (niektóre serie nie miały żadnego zabezpieczenia przy zamku zwolnionym). Przyrządy celownicze stałe, bez możliwości regulacji, ustawione na odległość 100 jardów (91 m): Celownik przeziernikowy i muszka przyspawana do komory zamkowej (Mk II) lub osłony lufy (Mk I, Mk III). Kolba metalowa doczepiana, występująca w kilku wariantach, bez chwytu pistoletowego (z wyjątkiem wersji Mk V). Mechanizm spustowy znajdował się w obudowie pod komorą zamkową, znajdował się w niej także przełącznik rodzaju ognia w postaci poprzecznego kołka przesuwanego w lewo (ogień ciągły) lub prawo (ogień pojedynczy).

### Dane taktyczno-techniczne
| Wzór                                                 | Mk I              | Mk I*             | Mk II             | Mk IIS            | Mk III            | Mk IVA            | Mk IVB            | Mk V              | Mk VI             |
| Nabój                                                | 9 × 19 Parabellum | 9 × 19 Parabellum | 9 × 19 Parabellum | 9 × 19 Parabellum | 9 × 19 Parabellum | 9 × 19 Parabellum | 9 × 19 Parabellum | 9 × 19 Parabellum | 9 × 19 Parabellum |
| Masa broni niezaładowanej (kg)                       | 3,27              | 3,18              | 2,8               | 3,5               | 3,18              | 3,5               | 3,45              | 3,9               | 4,32              |
| Długość broni z kolbą przyłączoną lub rozłożoną (mm) | 845               | 794               | 762               | 857               | 762               | 699               | 622               | 762               | 857               |
| Długość broni z kolbą złożoną                        | –                 | –                 | –                 | –                 | –                 | 445               | 445               | –                 | –                 |
| Długość lufy (mm)                                    | 198               | 198               | 197               | 91,4              | 197               | 97,8              | 97,8              | 198               | 95,0              |
| Siła spustu (N)                                      | 26,8              | 26,8              | 26,8              | 22,3              | 26,8              | 26,8              | 26,8              | 22,3              | 22,3              |
| Prędkość początkowa pocisku (m/s)                    | 365               | 365               | 365               | 305               | 365               | ?                 | ?                 | 365               | 305               |
| Energia początkowa pocisku (J)                       | 500               | 500               | 500               | 350               | 500               | ?                 | ?                 | 500               | 350               |
| Szybkostrzelność teoretyczna (strz./min)             | 540               | 540               | 540               | 575               | 540               | 575               | 575               | 575               | 575               |
| Zasięg skuteczny (m)                                 | 180               | 180               | 180               | 135               | 180               | 180               | 180               | 180               | 135               |